# پائولا ارناندس
پائولا ارناندس (انگلیسی: Paula Hernández؛ زادهٔ ۱۶ اکتبر ۱۹۶۹) کارگردان فیلم و فیلم‌نامه‌نویس اهل آرژانتین است.
از فیلم‌هایی که وی در آن‌ها نقش داشته‌است، می‌توان به خوابگردها و ارث اشاره نمود.